# یوشینوری تاگوچی
یوشینوری تاگوچی (ژاپنی: 田口 禎則؛ زادهٔ ۱۴ سپتامبر ۱۹۶۵) یک بازیکن فوتبال اهل ژاپن است.
از باشگاه‌هایی که در آن بازی کرده‌است می‌توان به باشگاه فوتبال یوکوهاما فلگلز، باشگاه فوتبال سانفریس هیروشیما و باشگاه فوتبال اوراوا رد دیاموندز اشاره کرد.